# Turgutoğlu Mahmud Bey
Turgutoğlu Mahmud Bey fou amir o beg (bey) de la dinastia dels Karaman-oğhlu o Karamanoğulları, sovint anomenada també karamànida o dels karamànides. Era fill d'una filla de Damad II İbrahim Bey i de Turghut Oghlu Hasan Beg famós per haver dirigit una expedició karamànida contra Ankara el 1442.
A la mort de Kasım Bey els begs karamànides el van elegir com a beg, i segurament va residir a Silifke. Va donar suport als mamelucs en la guerra contra els otomans i el 1487 va haver de fugir a Alep, en territori mameluc sirià. Fou el darrer governant karamànida (excepte una breu revolta el 1501), i el territori del beylik va esdevenir l'eyalat de Karaman.